# Trepat artesà

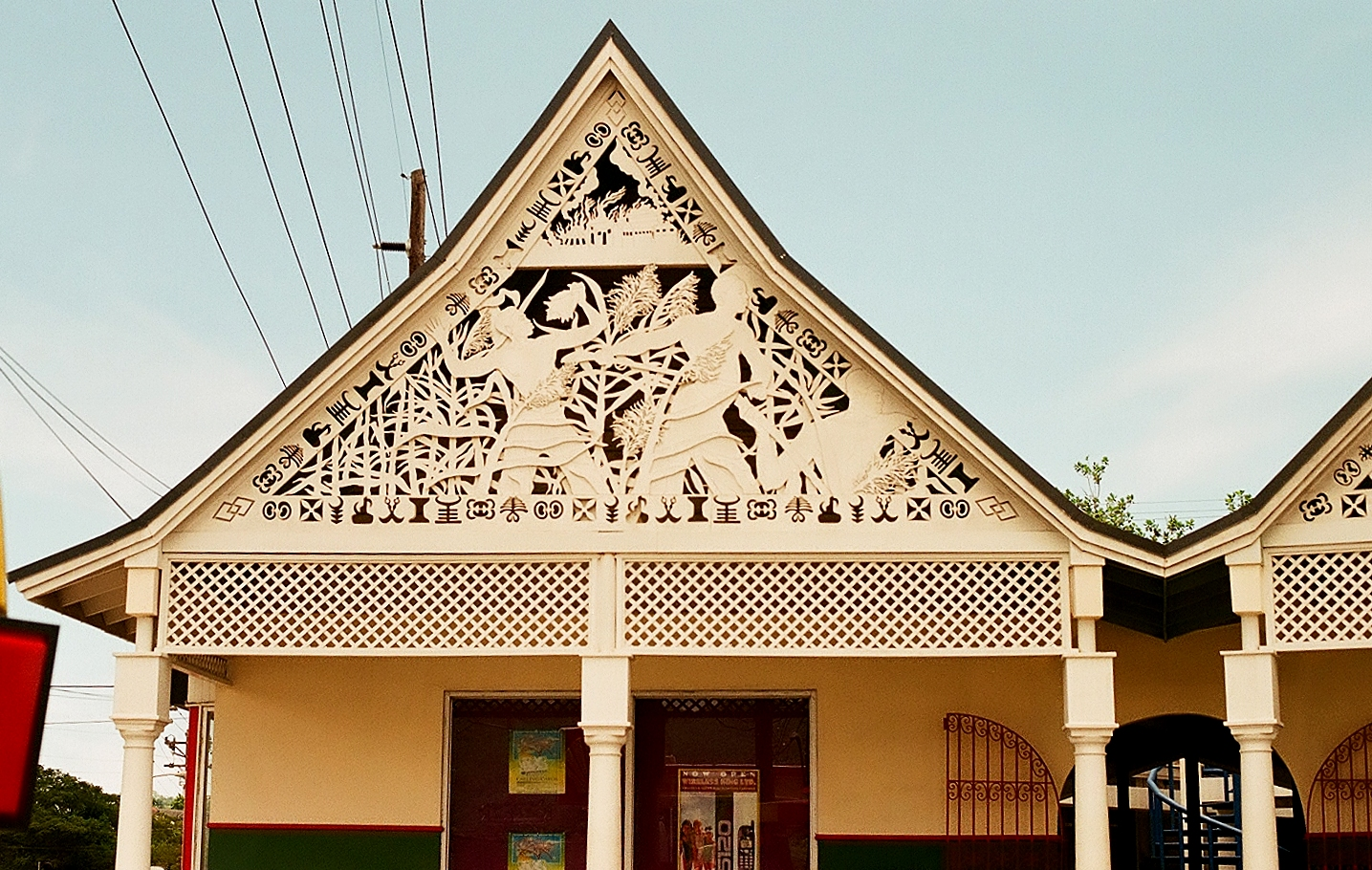
Trepat artesà a un capcer a dues aigües

El trepat artesà o calat artesà és un disseny decoratiu entrellaçat tallat amb una gúbia, en baix relleu, sobre un fons sòlid foradat, o bé retallat amb una serra de vogir, una serra de marqueteria o una serra de vogir elèctrica. El terme també s'utilitza per tal de definir la tècnica de traceria en finestres i portes vidrades.

## Ús
Els trepats artesans originalment eren dissenys ornamentals que s’utilitzaven per a decorar objectes amb una quadrícula o una malla. Els dissenys van des del senzill trepat artesà grec d’ona rectangular, fins als més intricats patrons entrellaçats.
Molts dels trepats artesans tenen un disseny geomètric i s’utilitzen popularment per adornar mobles i instruments musicals, així com per adornar certs elements d'arquitectura, on aquest elements específics de la decoració reben un nom d'acord amb el seu ús, com ara: capcers a dues aigües o pinyons de balustrades.

## Realització
Generalment, el material utilitzat com a base és la fusta, tot i que, de vegades, pot ser el metall, concretament: ferro colat o alumini.
Una idea equivocada i molt generalitzada és que els trepats artesans s’han d'haver fet amb una serra. Tanmateix, un trepat artesà es considera com a tal independentment de si s'ha retallat amb una serra o s'ha fet amb qualsevol altre mitjà.
El control numèric per ordinador (CNC) ha provocat canvis en el mètode de fabricació dels trepats artesans de fusta. Els làsers o eines de tall o de fresat poden ara permeten transformar tant la fusta com altres materials en objectes decoratius plans i fins i tot en 3D.

## Galeria

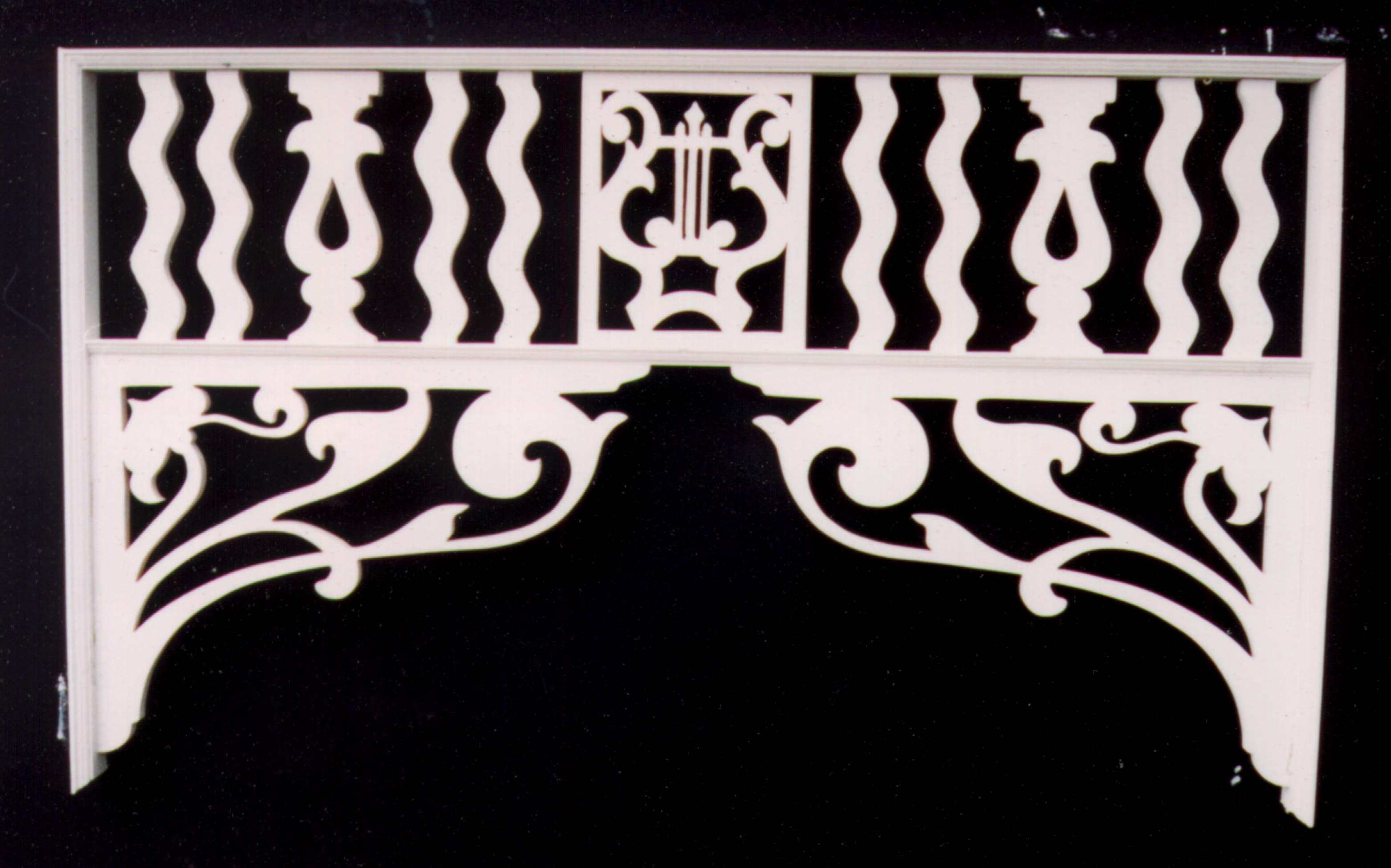
Trepat artesà de fusta
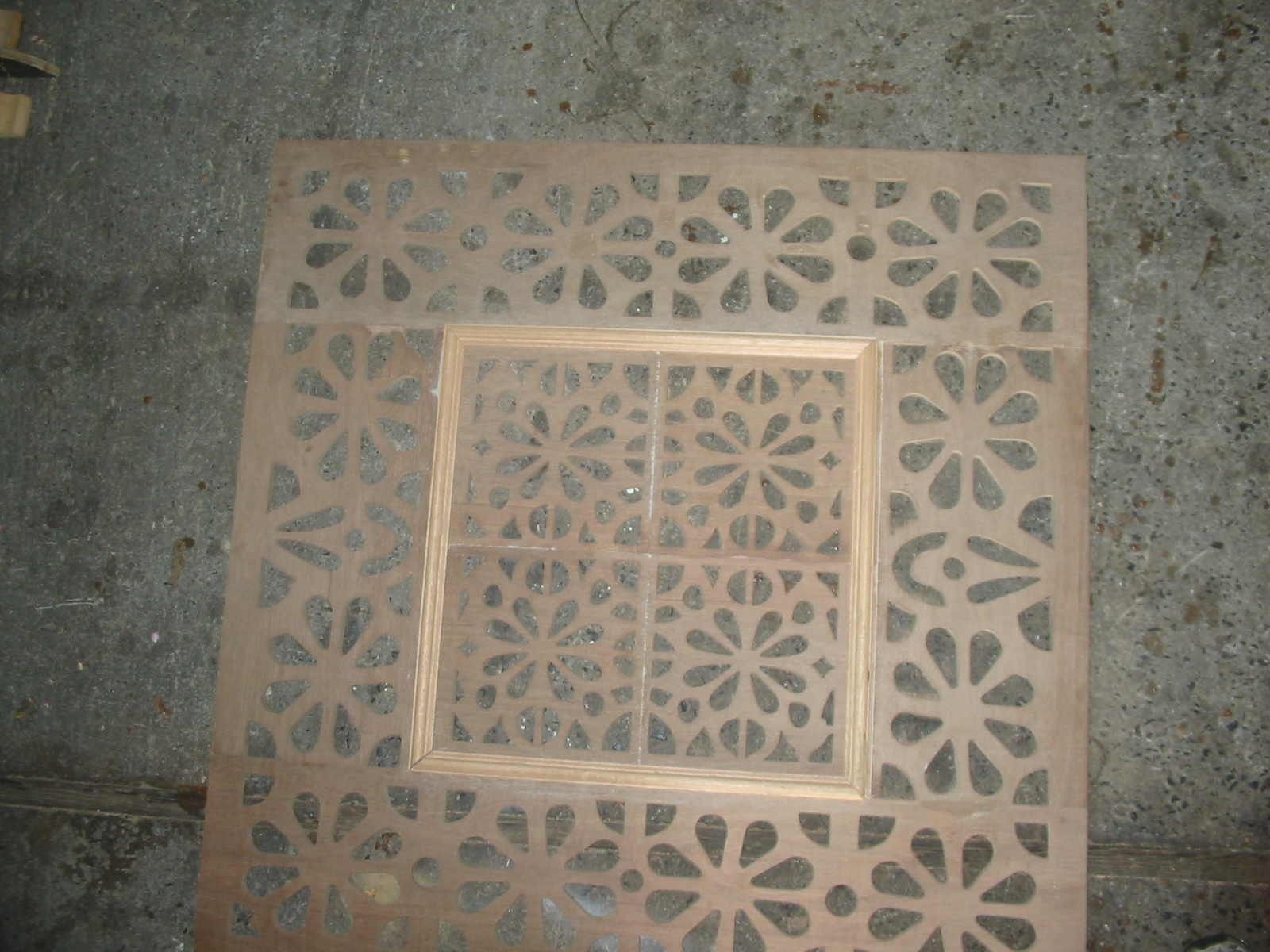
Trepat artesà per a una ventilació o una graella lleugera
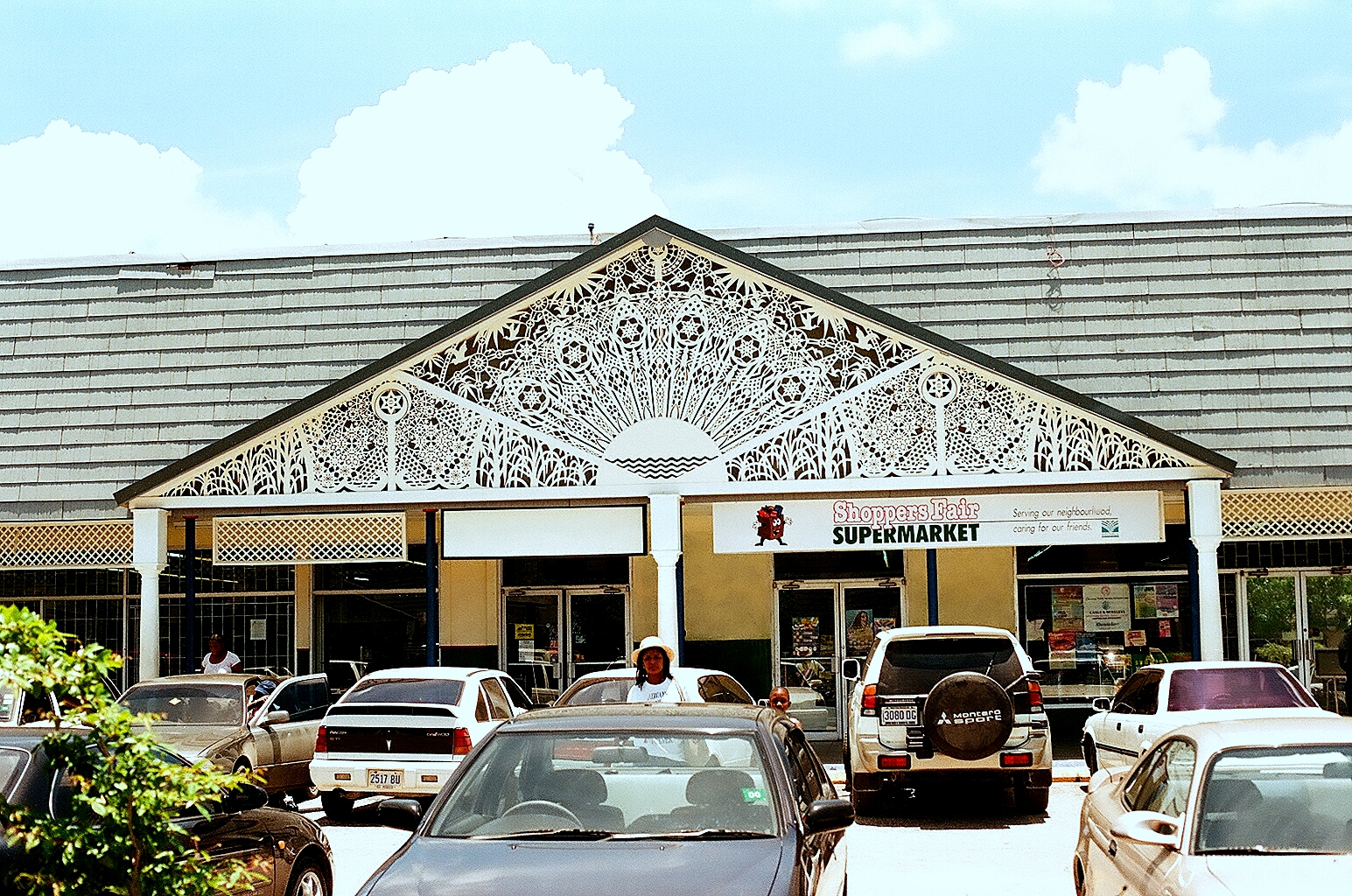
Trepat artesà a un capcer a dues aigües